# Ochiai (Tokio)
Ochiai (jap. 落合町, -machi) war eine Gemeinde im Landkreis Toyotama der Präfektur Tokio. Ochiai wurde 1889 zunächst als Dorfgemeinde (mura) im Landkreis Minami-Toshima gegründet, der später mit dem Landkreis Higashi-Tama zum Landkreis Toyotama zusammengelegt wurde. 1924 erhielt Ochiai den Status als (Klein-)Stadt (machi). Bei der Erweiterung des Tokioter Stadtgebiets 1932 ging die Gemeinde im Stadtbezirk Yodobashi der Stadt Tokio auf.
Das Gebiet von Ochiai erstreckte sich in den heutigen Stadtteilen Kami-Ochiai („Ober-Ochiai“), Shimo-Ochiai („Unter-Ochiai“), Naka-Ochiai („Mittel-Ochiai“) und Nishi-Ochiai („West-Ochiai“) von Shinjuku.

## Geographie
Ochiai lag westlich von Tokio am linken Ufer des Kanda, wo der Myōshōji in den Kanda mündet. Der Großteil der Gemeinde lag auf dem Toshima-dai, einem Ausläufer des Musashino-Plateaus. Der Name Ochiai entstand aus dem Zusammenfluss von Kanda und Myōshōji – ochiau (落ち合う) bedeutet „zusammentreffen“.
Als Gemeinde gliederte sich Ochiai in drei Ōaza: Kami-Ochiai, Shimo-Ochiai und Kuzugatani (葛ヶ谷) im Westen, die den drei vormodernen Dörfern des Gebiets entsprachen.

## Geschichte
Ochiai entstand 1889 bei der Einrichtung moderner Gebietskörperschaften durch die Meiji-Regierung. 1932 wurde es in die Stadt Tokio eingemeindet und ging dort zusammen mit Yodobashi, Ōkubo und Totsuka im Bezirk Yodobashi auf.

## Verkehr
Ochiai lag etwas abseits der vormodernen Hauptdurchgangsstraßen aus Edo, des Kōshū-kaidō im Süden und des Nakasendō im Norden. Die 1885 eröffnete Shinagawa-Linie der ersten privaten Eisenbahngesellschaft Japans, der Nippon Tetsudō, passierte Ochiai im Osten. Die Kōbu Tetsudō verlief südlich durch das benachbarte Nakano.
1927 eröffnete die Seibu Tetsudō die Murayama-Linie von Takadanobaba nach Higashimurayama mit Halt am Bahnhof Shimo-Ochai.